# Claude II le Gothique
Pour les articles homonymes, voir Claude et Gothique.
Claude II (Marcus Aurelius Claudius Gothicus) (10 mai 214-août 270), dit Claude II le Gothique, est empereur romain de septembre 268 à sa mort en 270.

## Biographie
Claude II est nommé maître de cavalerie (magister equitum) après la tentative d'usurpation d'Auréolus et il est possible qu'il participe par la suite à la conspiration des généraux illyriens qui éliminent Gallien, son prédécesseur, en septembre 268. L'implication de Claude dans ce complot fait débat chez les historiens. Avec l'appui de ces militaires, il prend le pouvoir pour mettre fin à l'anarchie militaire et aux sécessions qui déchirent l'Empire romain. Il offre l'exemple-type de l'empereur-soldat dont Maximin Ier le Thrace fut l'ébauche trente ans plus tôt : une naissance modeste, une carrière exclusivement militaire et un avancement dû à ses seules qualités personnelles.
Ayant promis la vie sauve à Auréolus après la mort de Gallien, Claude le laisse néanmoins massacrer par ses troupes après la reddition de Milan où ce dernier s'est réfugié après sa défaite contre Gallien.
Le nouvel empereur démontre alors ses qualités de stratège en écrasant près du lac de Garde des Alamans qui multipliaient les incursions en Italie du Nord (269).
Fort de ce succès, il se rend ensuite à Rome pour recevoir l'investiture du Sénat de la Ville. Cette formalité accomplie, Claude rassemble toutes les forces disponibles et marche sur les Balkans, menacés par une invasion de Goths qui sévissent déjà dans les provinces danubiennes. Il remporte en 269 à Naissus en Mésie supérieure (aujourd'hui Niš en Serbie) une victoire très difficilement acquise et peu décisive. Mais elle est fort habilement exploitée par la propagande impériale, ce qui permet à l'empereur Claude de gagner son glorieux surnom de Gothique. La colonne des Goths, toujours visible à Istanbul, commémorerait cette victoire. Cependant, il faut encore aux légions romaines plusieurs mois de dures campagnes et d'escarmouches sanglantes pour liquider les bandes errantes de barbares et détruire la flotte avec laquelle les Goths ravageaient les côtes de Grèce et d'Asie Mineure. Ce n'est finalement que vers l'année 270 que les Goths sont refoulés à l'est du Danube.
Il ne parvient cependant pas à mettre un terme aux séditions : l'Empire « romain » des Gaules passe de Postume à Marius puis à Victorin (assassiné en 271) mais l'Espagne et la Gaule lyonnaise se rallient à lui. À la fin de son règne, Palmyre, dirigé par Septimia Bathzabbai Zénobie ne rompt pas officiellement avec Rome, mais étend sa domination vers l'Égypte, la Syrie et l'Asie Mineure.
Mais au mois d'août de cette année 270, et alors qu'il semble voué à un règne long et glorieux, Claude le Gothique meurt à Sirmium (aujourd'hui Sremska Mitrovica en Serbie), victime d'une épidémie qui décime son armée. Son frère cadet, Quintillus est proclamé empereur par la troupe et accepté par le Sénat mais l'armée du Danube lui préfère Aurélien. Une fois encore, c'est une armée qui impose son choix face à l'élu du Sénat.

## Postérité

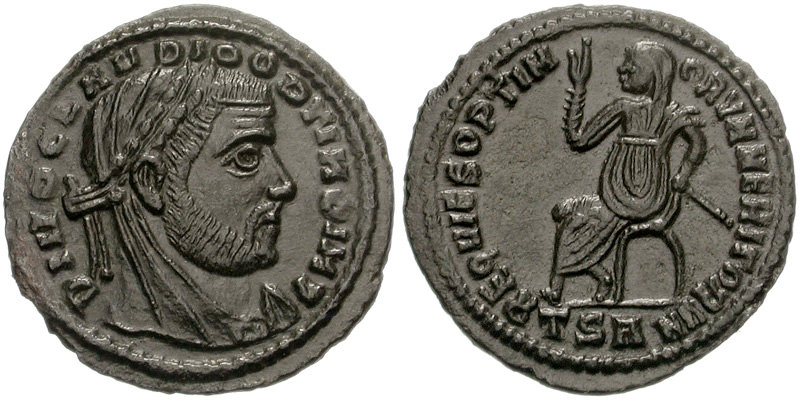
Follis dédié au divin Claude II, frappé sous en 318.

Il est divinisé après sa mort et un important monnayage de restitution est frappé par Aurélien en 270, puis par Constantin Ier, qui prétend descendre de la famille de Claude II. Son père Constance Chlore aurait été le petit-neveu de l'empereur Claude II,. En fait, ce lien n’a pas été revendiqué du vivant de Constance Chlore, il n'apparaît qu'en 310 dans le Panégyrique de Constantin, une œuvre de propagande, et est reproduit dans des inscriptions officielles. Cette parenté fictive est reprise par l'Histoire Auguste, ouvrage postérieur et de valeur historique douteuse, qui fait de Constance Chlore le fils d'Eutropius et de Claudia, elle-même fille de Crispus, le dernier frère de Claude II.

## Politique monétaire
Claude II poursuit les émissions d'antoniniens dévalués en très grand nombre, avec un taux d'argent dans ces monnaies extrêmement faible. Les émissions sont réalisées dans les ateliers monétaires de Rome, de Milan, de Siscia, d'Antioche et de Cyzique et peut-être dans un ou deux ateliers en Orient. Après la mort de Claude II et son apothéose, son successeur Quintillus ou peut-être Aurélien émettent des monnaies de consécration portant au revers le bûcher funéraire ou l'aigle, symbole d'apothéose. D'un dessin facile à reproduire, ces antoniniens sont imités dans tout l'empire, principalement en Italie, en Espagne et en Afrique romaine. Ces contrefaçons sont produites jusqu'à la fin du IIIe siècle.

Antoninien de consécration de Claude II
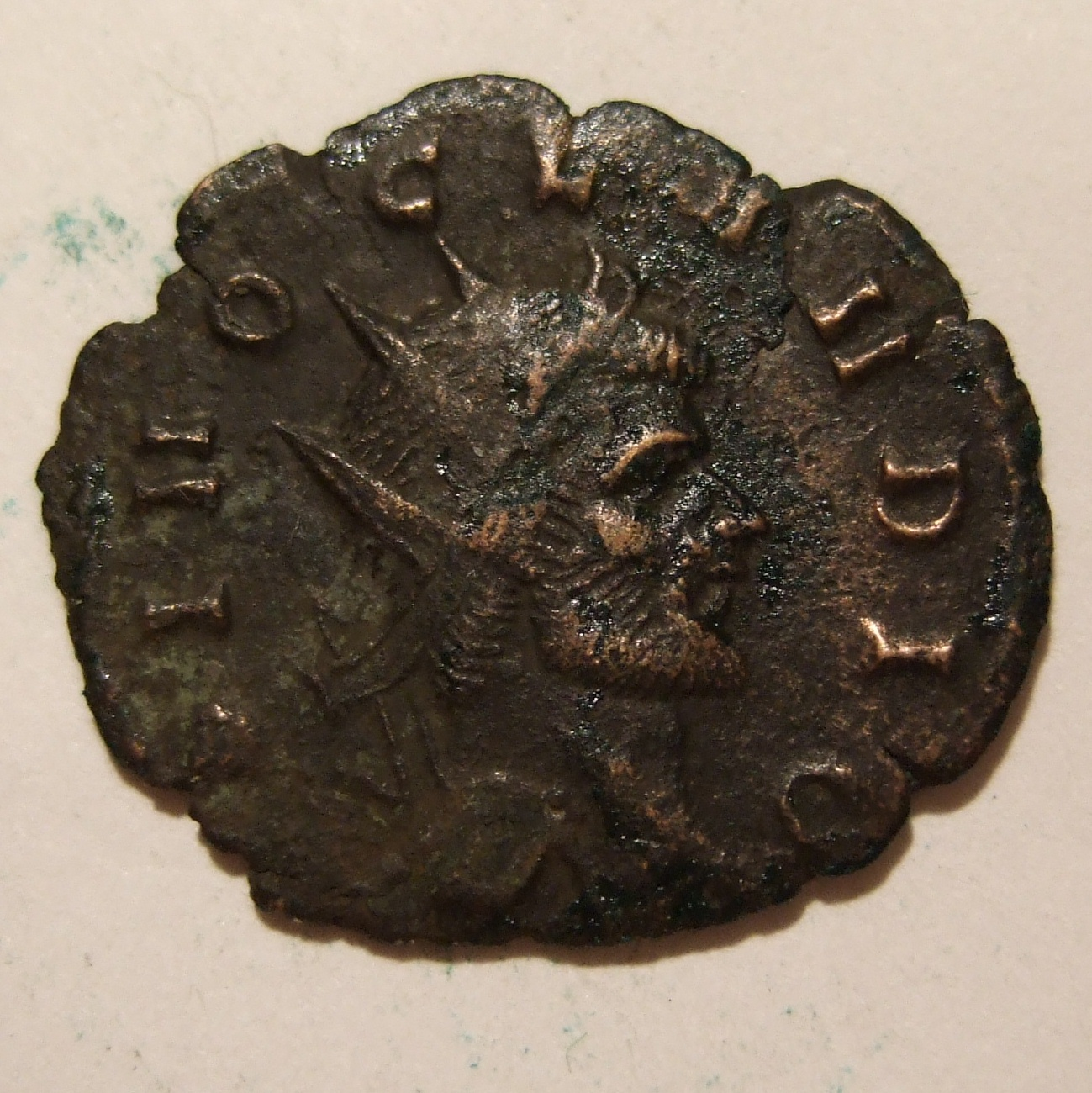
Face : Claude II, légende DIVO CLAVDIO.
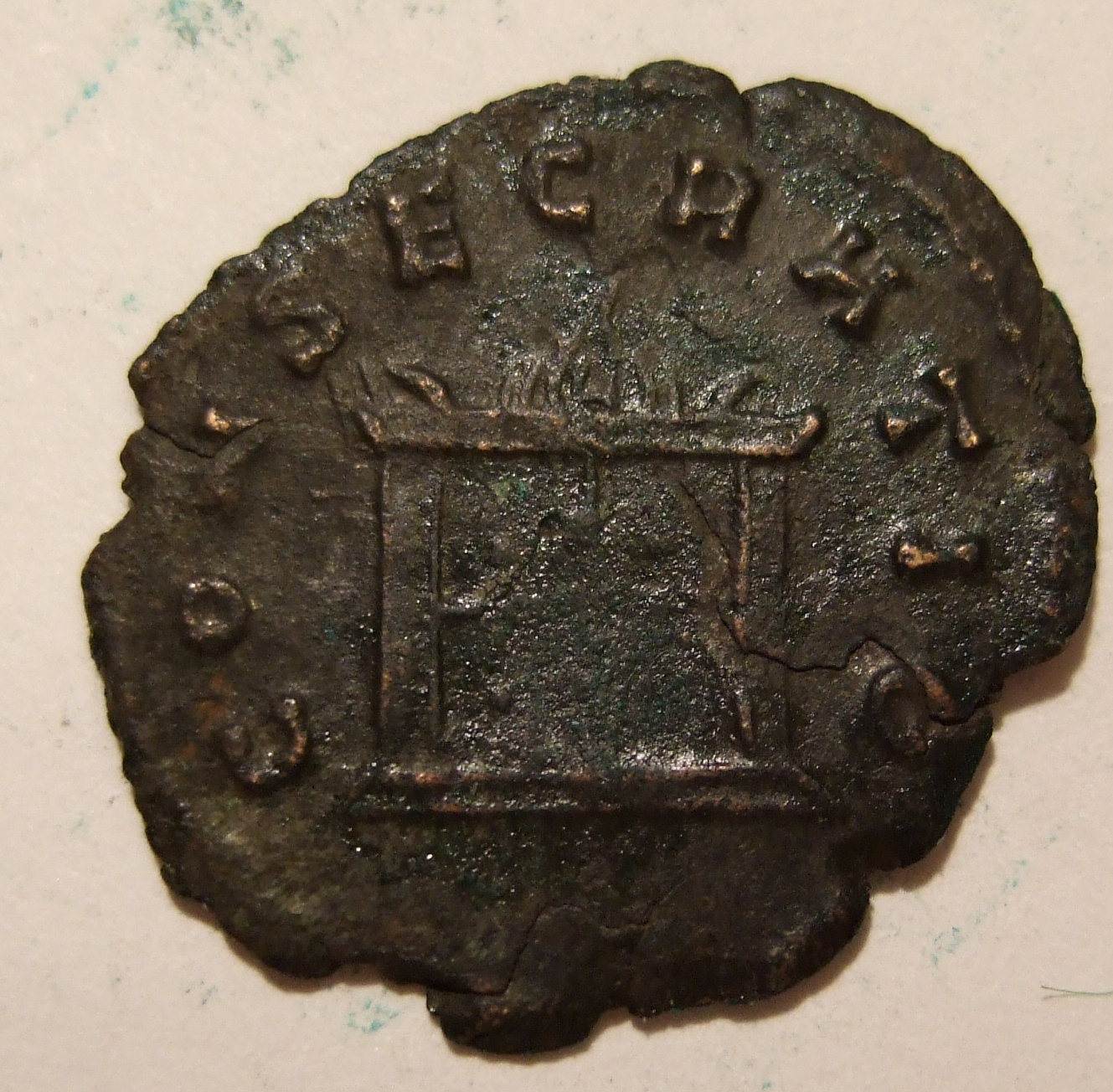
Revers : bûcher funéraire, légende CONSECRATIO.

## Noms successifs
- Né Marcus Aurelius Claudius.
- 268, accède à l'Empire : Imperator Caesar Marcus Aurelius Claudius Pius Felix Invictus Augustus.
- gagne les surnoms Germanicus Maximus Gothicus Maximus Persicus Maximus.
- 270, titulature à sa mort : Imperator Caesar Marcus Aurelius Valerius Claudius Pius Felix Invictus Augustus Germanicus Maximus Gothicus Maximus Persicus Maximus, Pontifex Maximus, Tribuniciae Potestatis III, Imperator II, Consul I, Pater Patriae.